# Max Biagini

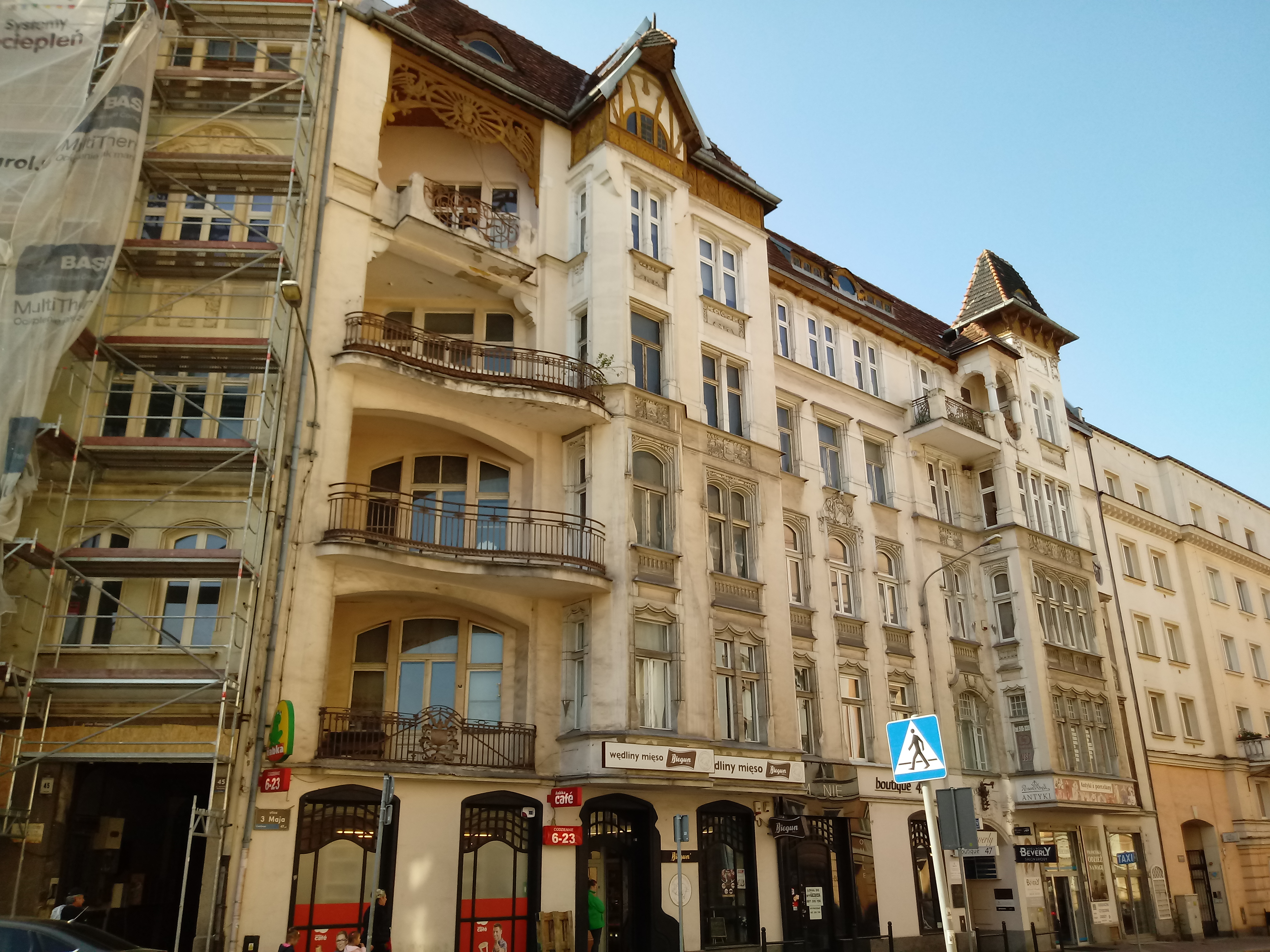
Kamienica przy ul. 3 Maja 47 w Poznaniu

Max Biagini (ur. 26 maja 1857, zm. 25 października 1905) – sztukator, autor dekoracji kamienic w Poznaniu.
Zawód sztukatora odziedziczył po ojcu – Franzu Wilhelmie, który był właścicielem firmy sztukatorskiej w Berlinie. Wczesne realizacje nie są znane. W Poznaniu działalność rozpoczął w roku 1881. Do rozeznanych przez Jana Skuratowicza należą sztukaterie na elewacjach w kamienicach zaprojektowanych przez firmę architektoniczno-wykonawczą Böhmer i Preul:
- ul. Ratajczaka 45 i ul. 3 Maja 47 (dawniej Teatralna 3 i 5) –  rej. zabytków nr A–367[1],
- ul. Grunwaldzka 13 (dawniej Augusty Wiktorii),
- ul. Grunwaldzka 15 –  rej. zabytków nr A–353[2],
- ul. Roosevelta 4, 5, 6/7 i 9/10 (dawniej Buddego) –  rej. zabytków nr A–230[3],
- ul. Półwiejska 19 i 20 (domy własne).

Artysta wykonał także figury gipsowe zdobiące tzw. Kaisertage w Poznaniu, odbywające się w dniach 2-5 września 1902 roku.